# خطمية شاحبة
الخطمية الشاحبة نوع نباتي ينتمي إلى جنس الخطمية من الفصيلة الخبازية.